# Epilobium haynaldianum
Epilobium haynaldianum är en dunörtsväxtart som beskrevs av Haussk.. Epilobium haynaldianum ingår i släktet dunörter, och familjen dunörtsväxter. Inga underarter finns listade i Catalogue of Life.